# Esclerose sistêmica
Esclerose sistêmica (português brasileiro) ou esclerose sistémica (português europeu) é uma disfunção generalizada do tecido conjuntivo, progressiva e de etiologia desconhecida, que pode levar a óbito. Tem origem em alterações inflamatórias crônicas que causam espessamento, fibrose cutânea e de tecidos moles, associada a alterações vasculares periféricas e viscerais, fazendo com que a pele fique espessa e rígida, atrapalhando a movimentação. Os sintomas normalmente pioram quando o doente se expõe a temperaturas mais baixas, causando vasoconstrição .
Praticamente todo o corpo humano tem tecido conjuntivo, e por essa razão, várias partes do corpo estão sujeitas a alterações produzidas pela doença (excesso de produção de colágeno, formando tecido espesso, ou seja, fibrose).

## Classificação
1. Sistêmica: (mais grave)
- Difusa
- Limitada (CREST)
- Overlap ou síndrome de sobreposição (mais de uma doença)
- Visceral (órgãos internos) pele + rígida em todos os locais / canal do esôfago, que é elástico, não se dilata mais ao alimento (tem disfagia: regurgitação do alimento)

2. Localizada: (menos grave)
- Linear
- Morfeia (atinge apenas um segmento do corpo)
- Generalizada

3. Induzida: devido a atuação de agentes externos

## Epidemiologia
- 2,19 casos por milhão de habitantes
- Sintomas entre 30 e 40 anos
- Predomínio no sexo feminino
- Prevalência - 126 casos a cada 1 milhão de habitantes

## Etiologia
- Fatores genéticos
- Fatores imunológicos
- Fatores ambientais

## Patogênese
Lesões repetidas do endotélio de microvasos - leva alterações da permeabilidade, ativa fibroblastos que secretam mais colágeno que se deposita na camada adventícia. Alterações imunológicas associadas ao aumento da síntese de colágeno, ocorrendo fibrose, lesão vascular e isquemia distal de pequenos vasos.

## Quadro clínico
Forma difusa: Progressão rápida, lesão cutânea, aumento do risco de lesão renal, cardíaca e pulmonar nos primeiros 5 anos.
Forma limitada: Curso mais lento e benigno, apenas Raynaud durante anos, podem ter lesão viscerais com os anos.
Manifestações cutâneas - Espessamento (escleroderma) mais característica da doença. Fase edematosa: pele brilhante, com edema difuso em mãos e pés.

## Fenômeno de Reynaud
- Bastante relacionado com o frio e doenças vasculares
- Distúrbio vaso motor
- Isquemia bem localizada, palidez (vasoespasmo), cianose e rubor

Esse fenômeno é transitório; desaparece em 20 a 30 minutos mas pode reaparecer

## Fase indurativa
- Pele endurecida, inelástica e aderida aos tecidos profundos, ulcerando-se com facilidade e prejudicando a mobilidade articular.
- A pele atrapalha o movimento pois está aderida aos demais tecidos internos impedindo a mobilidade articular
- Desaparecem as rugas de expressão da face
- Nariz e comissura labial afilados
- Microstomia (menor abertura da boca) - Influencia na nutrição do paciente tendo assim dificuldade para mastigação e para falar, a pele fica plana, elástica, atrapalhando as articulações.
- Pele seca, áspera e sem pelos.

## Manifestações vasculares
Microulceração isquêmica da polpa digital, podendo evoluir para úlceras, gangrenas e amputações que ocorrem naturalmente devido a complicação do caso.

## Manifestações articulares e musculoesqueléticas
Principal causa de morbidade e incapacidade
- Poliartralgias e mialgias
- Dor e rigidez, maiores que a inflamação
- Crepitação articular ao movimento
- Contraturas articulares
- Retrações tendíneas divido a inelasticidade e fibrose periarticular
- Garra esclerodérmica nas mãos (mãos em garra - flexão dos dedos)
- Fraqueza e atrofia muscular (por causa do pouco uso)

## Manifestações gastrointestinais
- Disfunção esofágica - por atrofia e fibrose, disfagia pirose retroesternal, regurtição e sensação de parada do alimento no esôfago (causa de morte) - paciente pode broncoaspirar o alimento que pode levar a uma pneumonia

## Manifestações pulmonares
- Hipertensão pulmonar
- Cardíacas: pericardite, arrimias
- Renais: glomerulonefrite até insuficiência renal.

## Diagnóstico
- Critério Maior: - Esclerodermia proximal
- Critério Menor: - Esclerodactilia (espessamento da pele dos dedos), úlceras distais ou reabsorção de falanges distais, fibrose pulmonar basilar

## Tratamento medicamentoso
- Analgésicos
- AINEs
- Corticoesteroides
- Drogas vasoativas
- Imunossupressores

## Objetivo
Manter e aumentar mobilidade da pele e articular, melhorar equilíbrio, marcha, força muscular, consciência corporal e postural, e educação sobre a doença.

## Orientações
- Encaminhar ao Nutricionista;
- Usar luvas;
- Ensinar mudanças de postura;
- Cuidado com cosméticos na face;
- Lubrificar a pele;
- Cuidado com os dentes;
- Cabeceira da cama elevada.